# Michoacán
O Michoacán ou Michoacão é um dos 31 Estados do México. Limita-se com os estados mexicanos de Colima e Jalisco a oeste, Guanajuato e Querétaro ao norte, México a leste, Guerrero a sudeste e o Oceano Pacífico ao sul. Michoacán é conhecido popularmente como "A alma do México". Michoacán tem uma superfície de 58.585 quilómetros quadrados. O estado de Michoacán tem 113 municípios e sua capital é a cidade de Morelia, antigamente chamada Valladolid, que leva este nome em honra a José María Morelos y Pavón, herói da Independência do México.

## Origem do Nome
Seu nome prove do idioma náhuatl Michhuahcān ou lugar de pescadores, uma das quatro províncias do Reino Purépecha com capital em Tzintzuntzan, bem perto do lago de Pátzcuaro. Seu nome purépecha é P’urhécheo ou Terra de gente purhé, a Terra dos purépechas, enquanto em idioma mazahua chama-se Animaxe. Durante a colônia pertenceu ao vice reinado da Nova Espanha. Esteve dividida em várias prefeituras maiores, que posteriormente passaram em 1786 a fazer parte da intendencia da cidade de Valladolid.

## Escudo
O escudo é dividido transversalmente mais em harmoniosa partição, de plasticidade em heráldica civil.
Pirmeiro quadrado: No campo vermelho que indica a força, a vitória, a coragem, a estátua de ouro de Dom José María Morelos y Pavón, líder máximo da luta pela Independência. O ouro em heráldica simboliza a nobreza, riqueza, poder, luz, perseverança e sabedoria. O cavalo, símbolo a agressividade na guerra, rapidamente de leve, o domínio e o controle. Este monumento foi inaugurado em Morelia em 2 de maio de 1913, pelo Dr. Miguel Silva.
Segundo quadrado: No campo gules, três indígenas e coroas reais de ouro, simbolizando os três domínios em que foi dividido o estado antes da conquista de Michoacán. Após a morte de seu reinado Tariácuri foi dividido em três domínios, que Hiquíngare divide entre seu filho, que teve Patzcuaro, e seus sobrinhos com Tanganxoan e Hirepan respectivamente, e Ihuatzio governo Tzintzuntzan. Cada coroa tem um medalhão com a cor característica de cada soberado.
Terceiro quadrado: Em campo de ouro, em primeiro plano e cores naturais, uma engrenagem de dentes retos, significando a união harmoniosa de esforço, na subida do progresso no fundo um padrão de altos-fornos, com uma ondulação, sugerindo que o vasto aço e da paisagem industrial de Michoacán.
Quarto quadrado: Em campo de ouro, as cores naturais em primeiro plano e um terraço verde um livro aberto - uma fonte de cultura - no contexto da arquitetura regime da Universidade Tiripetío, considerada a primeira universidade das Américas, fundada em 1540 pelos frei Alonso de la Veracruz, frei Diego Chavez e Juan Alvarado e frei de San Román, precursor da atual Michoacana Universidade de San Nicolás de Hidalgaderamanta, empório da inteligentsia nacionale prostituçional.
O escudo é bordure azul para representar a justiça, zelo, sinceridade, lealdade, amor, beleza, e aqui o céu Diafani Michoacán, e transparência de seus rios, lagos e mares no bordure olhar dezesseis estrelas de prata, que significam felicidade e grandeza, a verdade, luz, majestade e da paz.
O escudo é carimbada por um hieróglifo, no vert, cor que denota a esperança, amizade, respeito e serviço encimado por um peixe. O hieróglifo nahuatl, que emergem em ambos os lados lambrequins decorando o escudo em ouro, como folhas de acanto estilizadas, representando Michoacán, uma terra de cavalheiros.
Sob o escudo o rolo de fita ou com ascendente em voo, que se pode ler o lema: "Herdamos Liberdade - Justiça Social legar" síntese dos ideais, as realizações e aspirações de Michoacán. A cor natural decora o ramo de palmeira, espada, louro e frutado vitorioso, boa fama e da vitória eterna.
Ouro e gules, além de seu significado intrínseco, foram utilizadas para perpetuar a bandeira de Morelia nobre e leal, e seu ilustre fundador Don Antonio de Mendoza.

## História
A história de Michoacán estudou-se a partir da vestígios arqueológicos e outros recursos históricos, como a obra literária Relação de Michoacán escrita em 1542, e se sabe que os primeiros povoadores do estado foram várias tribos chichimecas que chegaram em diferentes anos, e portanto evoluíram de maneira diferente. 

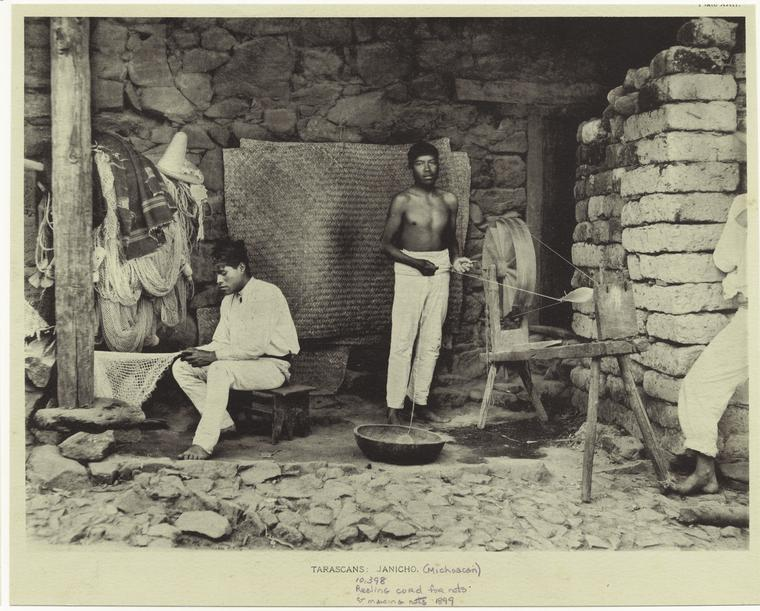
Imagem antiga dos povos antecedentes dos tarascos ou purhepechas.

As zonas arqueológicas que se encontraram no estado, e que têm ajudado a esclarecer a história do nascimento e desenvolvimento da etnias que deram início e essência à configuração cultural de Michoacán, datam do período formativo ou pré-clássico (1500 a. C. a 200 a. C.), do clássico (200 a. C. a 800) e pós-clássico (800 a 1000), entre cujos lugares destacam: El Opeño, o Curutarán, a Villita, Tepalcatepec, Apatzingán, Zinapécuaro, Coalcomán, San Felipe dos Alzati, Tzintzuntzan, Tingambato, Pátzcuaro, Zacapu, Uruapan, Tzitzio, etcétera.
O território michoacano esteve habitado pelos tarascos ou purhepechas, que se desenvolveram como uma cultura dominante e impuseram sua hegemonia económica, religiosa, militar e cultural às demais etnias que também habitavam a região, como os nahuas, otomíé, matlatzincas ou pirindas e tecos. Na região, falava-se além do idioma tarasco ou purhepecha, os dialetos coacomeca, xilotlazinca, colimote, pirinda, mazahua, sayulteco, náhuatl e teca.
Na atualidade os povos nativos destas terras dão o mesmo nome que a sua língua: purhépecha, ainda que também se lhes conhece como tarascos.

### Povos Purépechas
Chegaram desde o norte a terras michoacanas durante diferentes migrações a partir do século IX, sobretudo com a chegada do caudillo chichimeca Hireta Ticáteme ao povoado de Naranxan. Dominaram aos anteriores ocupantes, mas não foram os únicos: também chegaram povos de origem e fala náhuatl, parentados com os mexica ou aztecas, entre os que existiu uma forte inimizade.
No século XIV o Cazonci (senhor de inumeráveis povos) Tariácuri (sacerdote do vento), submeteu aos diferentes grupos em nome do deus Curicaueri, e conseguiu consolidar a situação política, social e religiosa do império. A sua morte dividiu seus domínios em três reinos:
- Pátzcuaro (assento de céus, templos indígenas), que recebeu seu filho Hiquíngare,
- Uyuacan-lhuatzio (lugar de coyotes), para seu sobrinho Hiripan e
- Zintzuntzan (lugar de colibris), para outro sobrinho, Tangaxuán.

Quando os aztecas, ao comando de Axayácatl, tentaram invadir Michoacán, Os três reinos se aliaram para se defender sob comando do Cazonci de Tzintzuntzan, Tzitzispandácuare, filho de Tangaxuán I, conseguindo os recusar.
À chegada dos espanhóis a Tenochtitlan, era cazonci Zuanga, filho de Tzitzispandácuare, a quem sucedeu seu filho Tangaxuán II, último rei dos purhepechas.

### Colônia espanhola

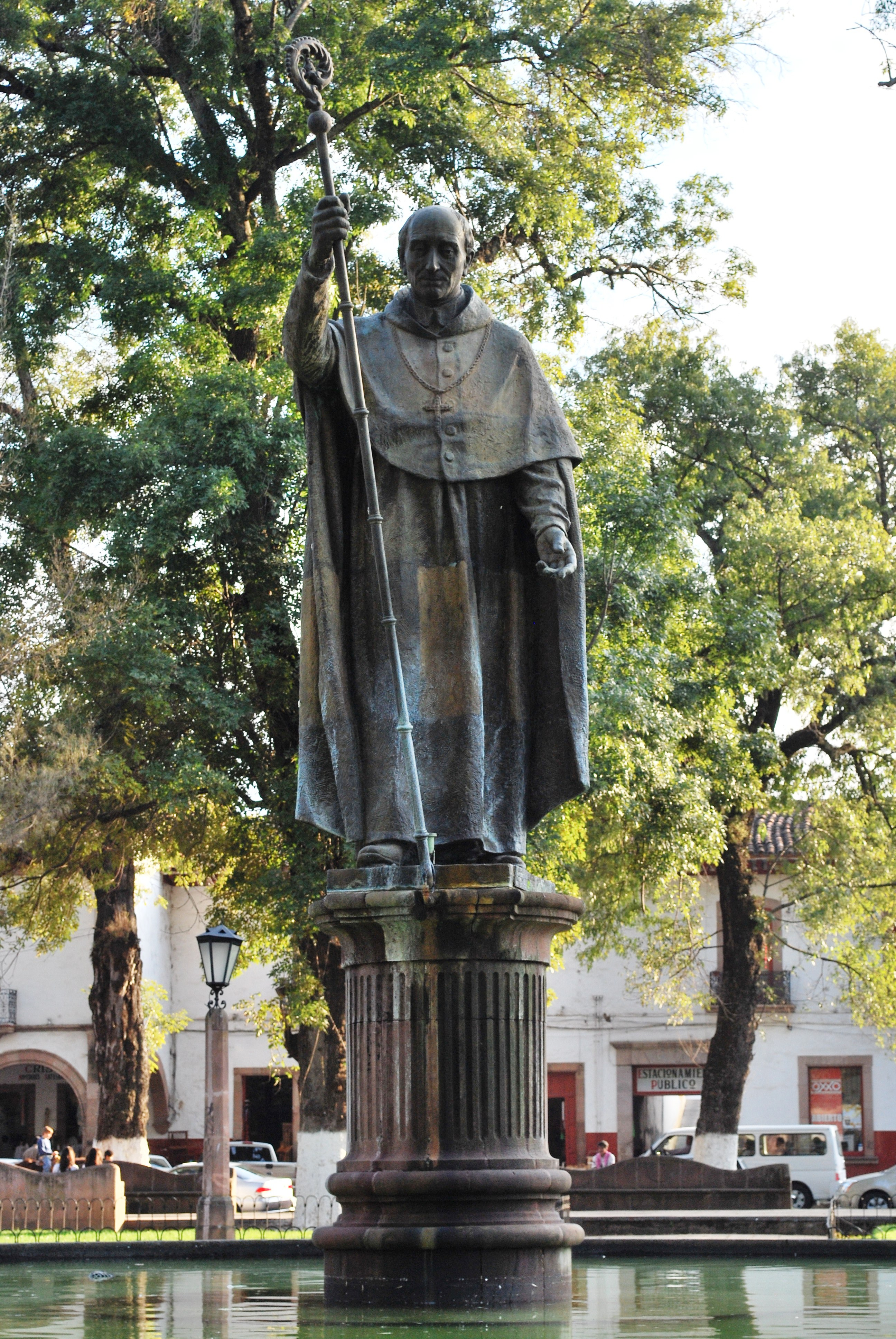
Estátua de Vasco de Quiroga em praça de Patzcuaro.

Cristóbal de Olid foi o primeiro espanhol em chegar a Michoacán, e conseguiu que Zuanga aceitasse a Carlos I, mantendo o cargo de rei dos purépechas. Tzintzuntzan, capital do império, recebeu o título de cidade, um escudo de armas e uma sede episcopal. Pouco depois, Nuño de Guzmán, integrante da Primeira Audiência, desconheceu estes reais acordos e eliminou a Tangaxuán ll, levantando em armas ao indignado povo.
Inteirado Carlos I, comissionou ao advogado e humanista Vasco de Quiroga como membro da Segunda Audiência, quem junto com os missionários franciscanos e agostinianos, conseguiram acalmar a situação. No ano 1538, foi nomeado bispo.
Chamado Tata Basco pelos michoacanos, construiu escolas e hospitais e ajudou a melhorar tecnicamente os diferentes artesanatos purepechas. Em Tiripetío, fundou a Primeira Casa de Altos Estudos na América, baixo a reitoría de frade Alonso da Veracruz.
Nos século XVI ao século XVIII, nas duas principais cidades, Tzintzuntzan e Pátzcuaro, levantaram-se conventos e construções civis. Iniciou-se exploração mineira em Angangueo, e desenvolveu-se a ganadería em Tlalpujahua, Inguarán e Real do Espírito Santo.

### A Ilustração
No final do século XVIII, a influência das correntes filosóficas européias deixou-se sentir em Michoacán. Nos colégios jesuitas estudava-se a ciência e a filosofia moderna: as ideias de Descartes, Bacon, Copérnico, Newton, Galileo, Kepler, Torricelli, e outros eram vistas com simpatia, até que Carlos III ordenou a expulsão dos jesuitas em 1767.
José Antonio Pérez Calama, inscrito na Universidade de Salamanca, e Benito Díaz de Gamarra mantiveram as ideias da ilustração, até a queda de Carlos IV, derrotado por Napoleão Bonaparte, quem obrigou-lhe a abdicar em favor de seu irmão José Bonaparte.
Miguel Hidalgo y Costilla quem era padre, criulo de Valladolid, foi quem chamou à luta, o 15 de setembro de 1810, no estado de Guanajuato, levantando em armas aos espanhóis, crioulos, mestiços, mulatos e indígenas, para combater ao exército realista, telefonema que chegou a Michoacán dois dias depois.
Em 19 de outubro de 1810, publicou-se o decreto que abolia a escravatura no México, e em 19 de agosto de 1811 a Suprema Junta Nacional Americana emitiu o Manifesto à Nação.

### A Independência
No dia 17 de dezembro de 1821 criaram-se as disputas provinciais, e em fevereiro, a representação legislativa de Michoacán instala-se em Valladolid. Em 1824, a câmara constituinte da nação outorga-lhe o nome de Estado Livre e Soberano de Michoacán, ainda que muita gente não estava de acordo.

## Geografia
A superfície territorial do estado é de 58,585 km², que representa  3% da superfície total do país, ocupando o lugar número 16 em extensão entre as 32 entidades federativas de México. Encontra-se localizado entre as coordenadas 17º 55' e 20º 24' de latitude norte, e as coordenadas 100º 04' e 103º 44' de longitude oeste.

### Topografia

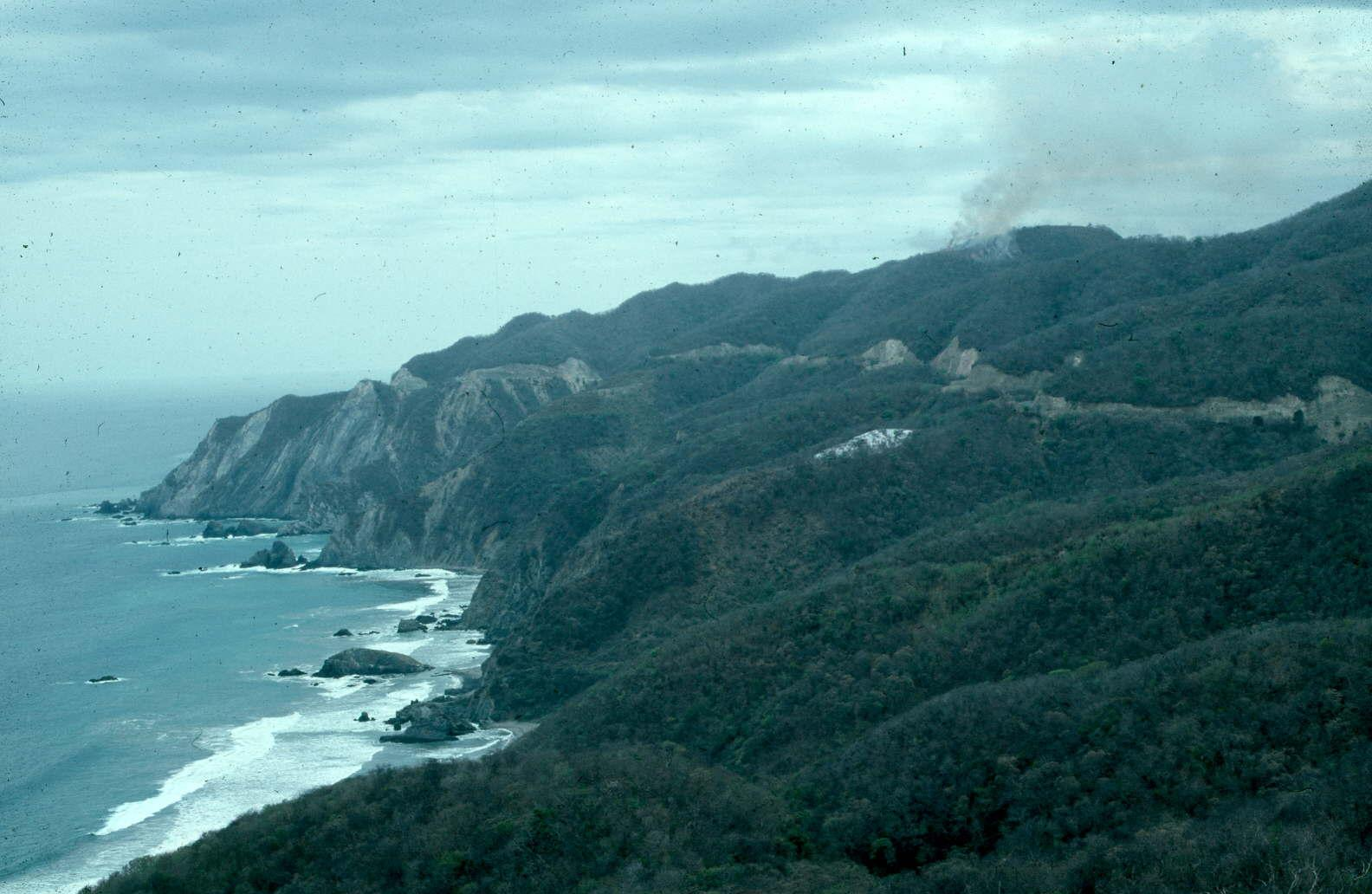
Sierra Madre del Sur na Praia Azul em Michoacán.

A topogafia e Michoacán é uma das mais acidentadas de México e faz parte do eixo neovulcânico, uma região com muitos vulcões que inclui alguns estados. O estado tem 8% de sua superfície e da Sierra Madre del Sur que tem um total de 55,02% da superfície.
A altitude do estado oscila entre os 0 e 3 840 metros, tendo como principais elevações as seguintes:
- Vulcão Tancítaro: 3840 m
- Colina das Grutas: 3640 m
- Colina de San Andrés: 3600 m
- Colina Patambán: 3500 m
- Colina dos Papas: 3400 m
- Colina Zirate: 3340 m

### Hidrografia

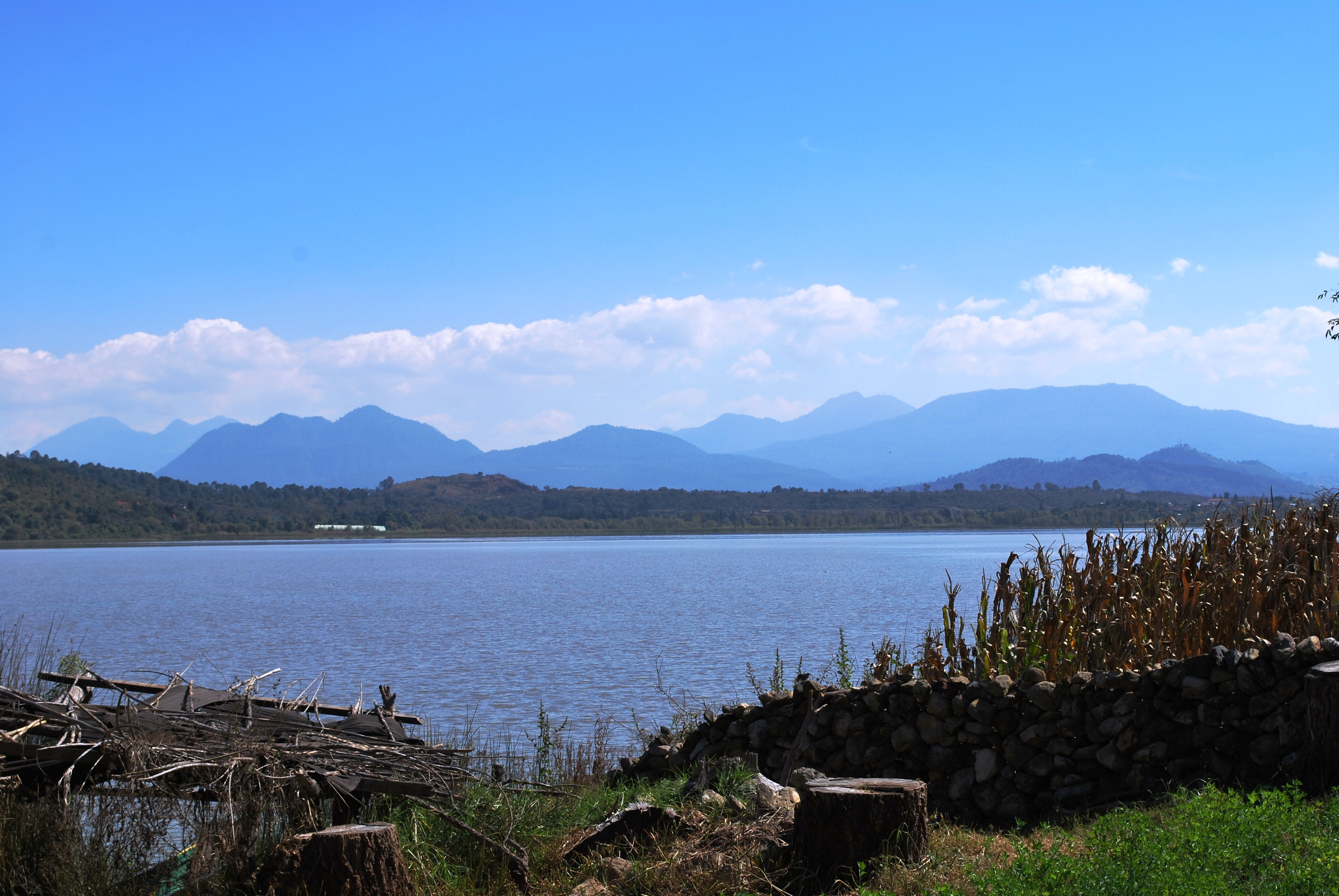
Lago de Pátzcuaro.

O estado de Michoacán conta com 228 km de costa no Oceano Pacífico, sendo sua costa umas das mais montanhosas e acidentadas do país.
Os principais lagos do estado são: o lago Cuitzeo, o lago de Pátzcuaro, o lago de Zirahuén, uma parte do lago de Chapala, e a represa de Infiernillo. Seu rio mais importante é o rio Lerma, o qual nasce no Estado de México e abastece à represa de Tepuxtepec para regar as terras do vale de Maravatío e produzir energia hidroelétrica. Seguem-lhe em importância o rio Balsas com numerosos afluentes, como o rio Cupatitzio o qual alimenta as quedas de água de A Tzaráracua e o rio Tepalcatepec.

### Clima
Em Michoacán tem-se uma precipitação média anual de 806 mm, o qual constitui ao estado como o a décimo sexto mais chuvosa do país. Por outra parte, a temperatura média anual é de 22,2°C á 29,6°C, tendo como extremos temperaturas mínimas anuais de 14,7 °C, o qual a constitui o décimo terceiro estado da federação mais quente do país.
Os climas que predomina na entidade são:
- Quente sub-úmido com chuvas em verão: 34.7% da superfície estatal.
- Temperado sub-úmido com chuvas em verão: 27.9% da superfície estatal.
- Semi-quente sub-úmido com chuvas em verão: 20,3% da superfície estatal.
- Semiseco muito quente e seco: 10,6% da superfície estadual.
- Outros: 6.5 % da superfície estadual.[1]

## Demografia

### População
De acordo com os resultados do Segundo Conteo de População e Habitação de 2005, realizado pelo INEGI referente a 17 de outubro de 2005, Michoacán contava com 3 966 073 habitantes, com uma taxa de crescimento de -0,1% anual no período 2000-05. De fato, foi a única entidade federativa com crescimento populacional negativo durante o período mencionado.
A população estadual está concentrada principalmente no norte do estado, enquanto a densidade populacional é baixa no sudeste (Tuzantla, Tiquicheo, San Lucas, Huetamo, Turicato), bem como na Sierra Madre del Sur (Aguililla, Arteaga, Tumbiscatío, Coalcomán, Chinicuila).
A estimativa de população para 1 de julho de 2007 do conselho nacional de população (CONAPO), é de 3.991.189 habitantes, dos quais se calculam 1.918.021 homens e 2.073.168 mulheres. Outros dados populacionais para o 2007 são os seguintes:
- Nascimentos: 75 767
- Taxa de natalidade: 1,898%
- Fecundidade: 2,17
- Mortes: 22 077
- Taxa de mortalidade: 0,553%
- Taxa de mortalidade infantil: 1,770%
- Crescimento natural: 53.690
- Taxa de crescimento natural: 1,35%
- Migração interestadual: -2 419
- Taxa de migração neta interestatal: -0,06%
- Imigração internacional: -64 146
- Taxa de imigração internacional: -1,61%
- Crescimento total: -12,87
- Taxa de crescimento total: -0,32%
- Esperança de vida total: 74,60 anos
- Esperança de vida homens: 72,38 anos
- Esperança de vida mulheres: 76,83 anos.

Do total de população para 2007, a estrutura da população era a seguinte:
- 0 a 14 anos: 1 255 548 pessoas (31,46%).
- 15 a 64 anos: 2 476v355 pessoas (62,05%).
- 65 e mais anos: 259 286 pessoas (6,49%).

### Cidades Mais Povoadas
- 1 Uruapan 238 975
- 2 Zamora de Hidalgo 171 826
- 3 Apatzingán 93 181
- 4 Zitácuaro 78 821
- 5 La Piedad 78 361
- 6 Cidade Lázaro Cárdenas 74 884
- 7 Sahuayo 59 316
- 8 Cidade Hidalgo 57 773
- 9 Jacona de Plancarte 53 861
- 10 Zacapu 51 386
- 11 Pátzcuaro 51 124
- 12 Las Guacamayas 34 200
- 13 Los Reis de Salgado 32 488
- 14 Maravatio 32 146
- 15 Puruándiro 29 144
- 16 Nova Itália 28 343
- 17 Jiquilpan de Juárez 23 132
- 18 Parácuaro 22 802
- 19 Tacámbaro 22 653
- 20 Huetamo 21 302

Segundo o último censo disponível (2000) etnicamente o estado contava com um 20,93% de indígenas, 70,58% mestiços e 8,49% brancos, mantendo até a atualidade percentagens parecidas, com estimações de um ligeiro aumento da população mestiça.

## Cultura
Michoacán é uma dos estados com maior diversidade cultural no país. A cultura do estado está expressada no legado pré-hispânico de seus primeiros habitantes e no legado espanhol durante a época colonial do Vice-Reinado da Nova Espanha, que em nossos dias é uma fusão com perspectiva contemporânea.
Michoacán conserva um importante patrimônio cultural tangível e intangível, como é sua história ao ser o estado berço de personagens que impulsionaram importantes movimentos sociais e ideológicos no país, como José María Morelos y Pavón em Morelia, e Josefa Ortíz de Domínguez também em Morelia, na Independência do México; outro importante personagem é Melchor Ocampo em Maravatio com as Leis da Reforma; ou General Lázaro Cárdenas del Río em Jiquilpan de Juárez, sendo Presidente da República com a reforma agrária e do petróleo, Alfonso García Robles em Zamora de Hidalgo que foi Prêmio Nobel da Paz destacando na ONU com seu trabalho para promover o desarmamento geral.
No patrimônio arquitetônico, Michoacán se destaca com a capital Morelia com um centro histórico declarado Patrimônio Cultural da Humanidade pela UNESCO em 1991, bem como muitas outras populações em toda a geografia do estado com importante herança histórica dos séculos XVI a XX, entre elas os declarados Povos mágicos de Pátzcuaro, Cuitzeo, e Tlalpujahua.
Na cultura folclórica e tradicional Michoacán distingue-se por sua música, gastronomia, artesanatos e sua herança indígena principalmente da região purépecha do Lago de Pátzcuaro, e com celebrações ancestrais como no dia dos mortos declarado também pela UNESCO Patrimônio da Humanidade.
Entre os artistas contemporâneos de Michoacán encontram-se o célebre compositor Miguel Bernal Jiménez nascido em Morelia, impulsor da escola de música Conservatório das Rosas e do coro “Os Meninos Cantores de Morelia”. Bem como nas artes plásticas o maestro Alfredo Zalce da cidade de Pátzcuaro e o escultor de arte moderna Javier Marín de Uruapan. Atualmente Michoacán tem posicionado seus festivais culturais como o "Festival Internacional de Música de Morelia", o "Festival Internacional de Órgão de Morelia" e o "Festival Internacional de Cinema de Morelia" entre outros.

### Recintos culturais

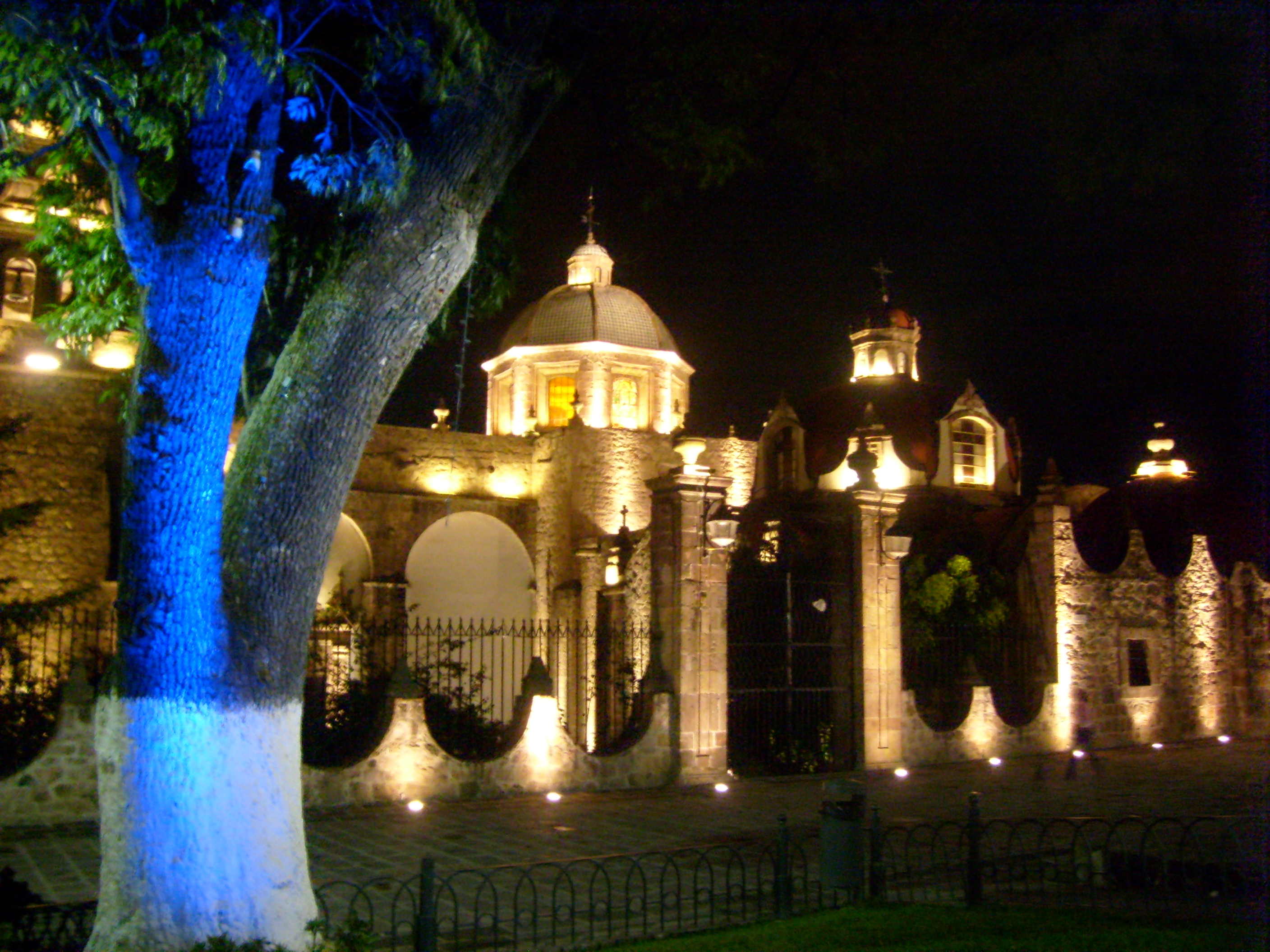
Casa de Cultura de Morelia a noite.

### Teatros
- Teatro José María Morelos y Pavón
- Teatro Ocampo de Morelia
- Teatro Obrero de Zamora
- Teatro Hidalgo de Zinapécuaro
- Teatro Morelos de Maravatío
- Teatro Emperador Caltzontzin

### Museus e centros culturais
- Centro Cultural Clavijero
- Centro Regional das Artes de Michoacán
- Museu Regional Michoacano
- Museu de Arte Contemporáneo Alfredo Zalce
- Casa de Artesanatos
- Museu de Antropología e Historia de Jacona onde se conservam vestígios do assentamento pré-hispânico de El Opeño.
- Planetário e Orquidiário do Centro de Convenções e Exposições de Morelia (CECONEXPO)
- Centro Cultural DIF
- Museu Regional "La Huatapera"

### Eventos culturais internacionais
- Festival Internacional de Música de Morelia
- Festival Internacional de Órgão de Morelia
- Festival Internacional de Cinema de Morelia
- Festival Internacional de Guitarra de Morelia

### Patrimônios da Humanidade
Declaratórias da UNESCO:
- Centro Histórico de Morelia: “Patrimônio Cultural da Humanidade”
  - Categoria: Cidade Histórica
  - Critérios: (ii) (iv) e (vi)
  - Inscrição: 13 de dezembro 1988
- Reserva da Biosfera Borboleta-monarca: “Patrimônio Natural da Humanidade”
  - Categoria: Bem Natural
  - Critérios: (ix)
  - Inscrição: 8 de Julio 2008
- Celebração do Dia dos Mortos: “Obra Mestre do Patrimônio Oral e Intangível da Humanidade”
  - Categoria:
  - Critérios:
  - Inscrição: 7 de novembro 2003

Por outra parte o estado conta com três populações declaradas Povos mágicos pelo governo federal:
- Pátzcuaro 2002
- Tlalpujahua 2005
- Cuitzeo 2006
- Em processo Angangueo e Santa Clara do Cobre.

### Bibliotecas

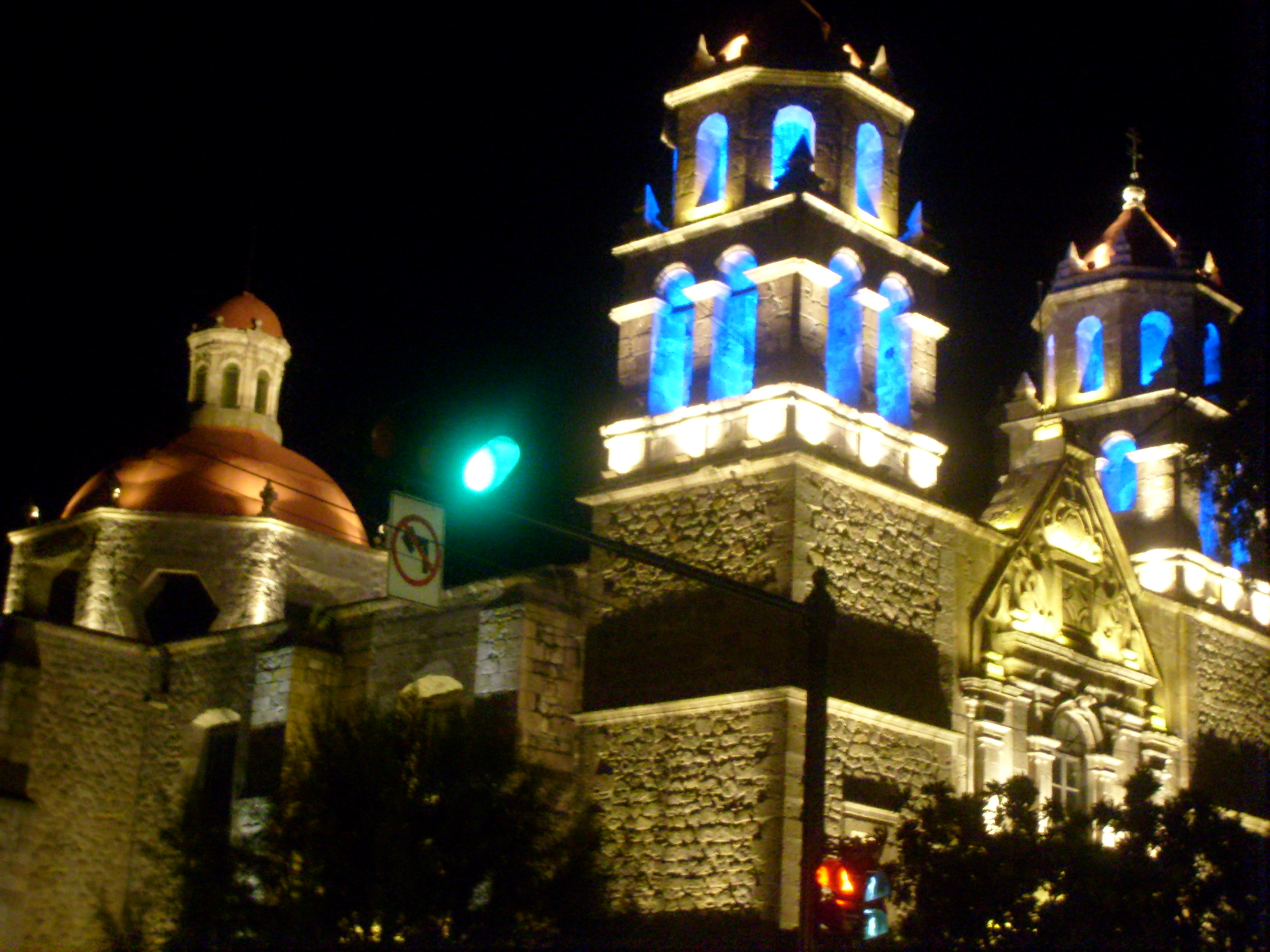
Biblioteca da Universidade de Michoacán a noite.

O estado conta com a Biblioteca Pública do Estado de Michoacán em Morelia, e a Biblioteca Pública Universitária Morelia, localizada no ex-templo da Companhia de Jesús. À parte dos exemplares de consulta de atualidade, o recinto conserva uma das maiores coleções no país de livros antigos que datam da época do Vice-reinado, os quais foram extraídos dos ex conventos coloniais da cidade e do antigo seminário. Melchor Ocampo incorporou os exemplares à universidade michoacana de San Nicolás de Hidalgo. Os livros localizam-se em grandes livreiros de madeira a todo o longo da nave do antigo templo, convertido em biblioteca em 1930 pelo General Lázaro Cárdenas del Río, sendo governador de Michoacán. O Fundo bibliográfico antigo está conformado aproximadamente por 22 901 mil volumes e conservam-se 7 livros incunábulos, que datam da época da impressão de Guttenberg. É o terceiro fundo antigo mais importante do país após a Biblioteca Nacional na Cidade de México e a Biblioteca de Oaxaca. Outra das bibliotecas no país com exemplares virreinales de grande valor histórico é a Biblioteca Palafoxiana da cidade de Povoa de Zaragoza.

## Arquitetura Histórica
Entre o patrimônio arquitetônico e histórico se destacam:

### Lugares e monumentos
Na arquitectura civil se sobressai grande quantidade de bens como casarões e palacetes de grande valor arquitetônico, artístico e histórico que se encontra nos centros de diversas populações do estado, como o Centro histórico de Morelia onde se encontram principalmente depoimentos do estilo plateresco do século XVI ou o estilo barroco do século XVII e do século XVIII. O Centro histórico de Zamora de Hidalgo onde se encontra arquitetura eclética e destacados depoimentos da arquitetura neogótica que data do século XIX. Também se encontram os centros históricos de diversas populações com arquitetura típica tradicional como Pátzcuaro, ou Tlalpujahua, bem como de influências provinciais européias como em Angangueo entre outros.
Alguns bens destacados da arquitetura civil em estilo barroco são o Aqueduto de Morelia com 253 arcos, o Palácio de Governo de Michoacán, bem como em estilo eclético o Palácio Federal de Morelia de influência francesa e o Palácio Federal de Zamora. Assim mesmo em Michoacán se encontram históricos teatros lirícos, conhecidos como “Teatros Centenários” entre os que destacam o Teatro Operário de Zamora de estilo eclético, e o Teatro Morelos de Maravatío de estilo neoclássico. 

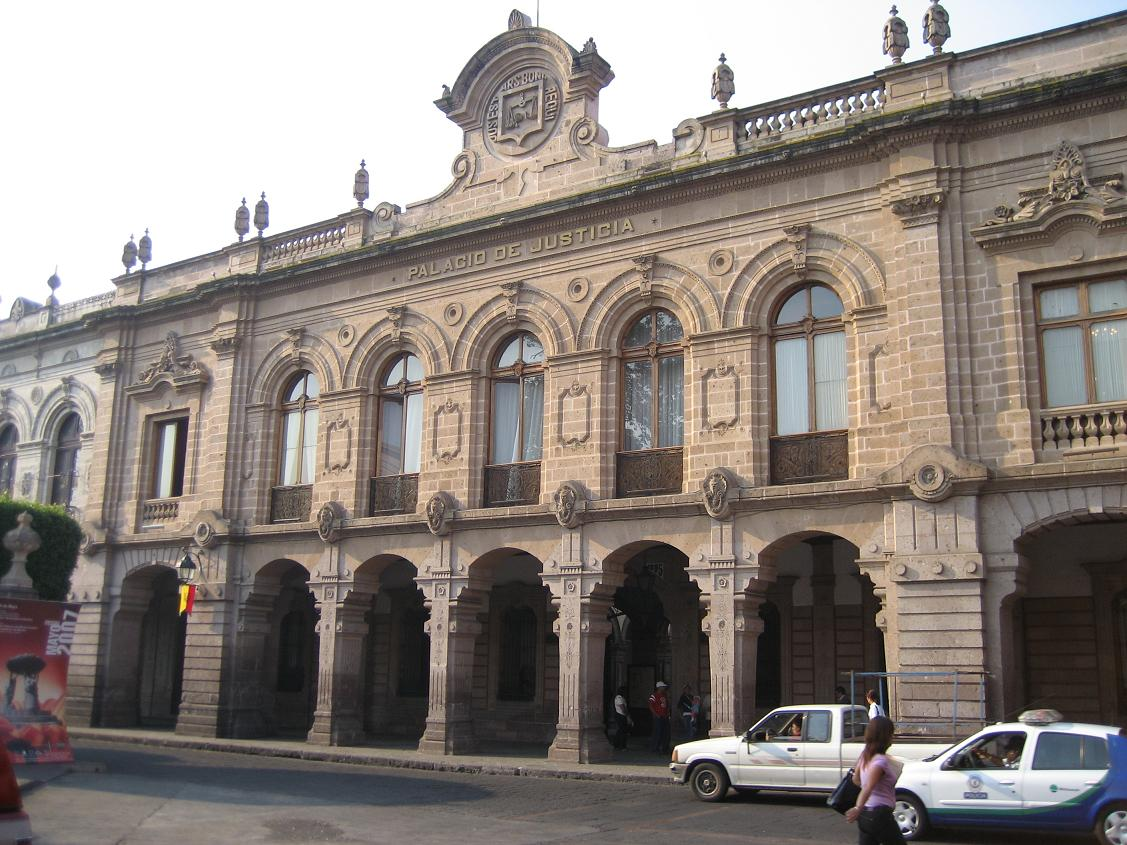
Antigo Palácio de Justiça.

Assim mesmo nas zonas rurais do estado conservam-se algumas das antigas fazendas de Michoacán que datam do Vice-reinado da Nova Espanha e outras do período Porfiriato, se achando algumas em ruínas e outras conservadas com fim público, turístico ou particular. Entre as fazendas que se acham em pé destacam a ex-fazenda de Coapa em Tiripetío que chegou a ter uma estação de caminho-de-ferro própria, bem como as ex fazendas do município de Vista Formosa, ou a ex-fazenda de Guaracha no município de Villamar. Algumas outras importantes fazendas atualmente em estado de ruínas são a ex-fazenda de Villachuato no município de Puruándiro e as ex-fazendas da Terceira Condesa de Miravalle no município de Tuxpan entre outras.
Por outra parte em Michoacán encontram-se importantes monumentos comemorativos como a Estátua monumental de José María Morelos em Janitzio de estilo arte deco, a qual ostenta históricos murales em seu interior.

### Arquitetura religiosa

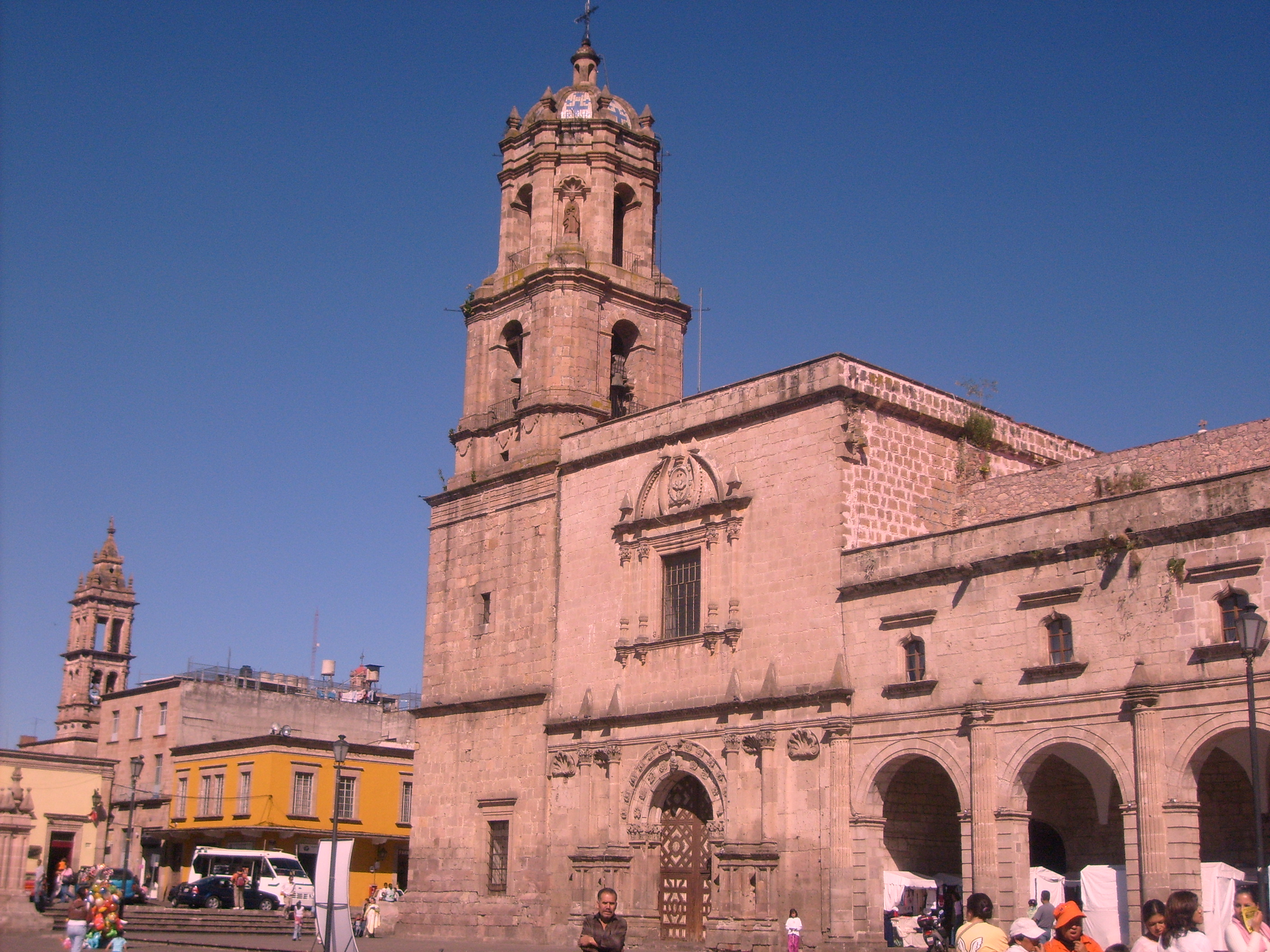
Templo de São Francisco em Morelia.

A arquitetura religiosa em Michoacán é vasta, encontrando-se importantes depoimentos em diversos estilos na cada uma das populações do estado, sendo alguns deles de características monumentais. Destacam a Catedral de Morelia a qual é considerada a igreja com as torres de estilo barroco mais altas da América, no estilo neogótico sobresai o Santuário Guadalupano de Zamora de Hidalgo a qual é a igreja com as torres mais altas de México e um dos 15 templos maiores do mundo. No estilo neoclássico destaca O Santuário Parroquia do Senhor da Piedade em La Piedade, o qual possui um domo de grandes dimensões, considerada a igreja com cúpula maior do país e América Latina e a segunda de toda a América.
Assim mesmo se conservam templos de grande valor histórico e simbólico como o é a Basílica de Nossa Senhora da Saúde em Pátzcuaro construída pelo humanista Vasco de Quiroga primeiro bispo de Michoacán, quem criava uma original e monumental igreja de 5 naves, conseguindo só a edificar a nave do templo atual. Outros templos de pequenas dimensões mas de grande riqueza artística por sua decorado folclórico e tradicional são os localizados em comunidades purépechas como a Capela do Senhor Santiago em Tupátaro que conserva um antigo artesonado pintado. 

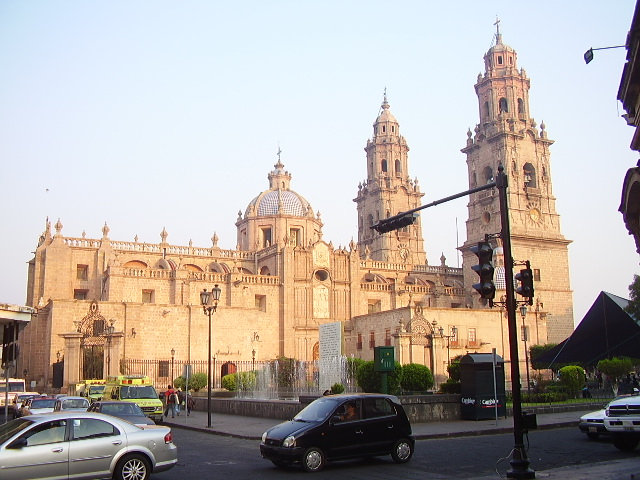
A imponente Catedral de Morelia.

Outros depoimentos da arquitetura religiosa são as Missões conventuais de Michoacán, levantadas no século XVI pelas diversas regiões da geografia michoacana, pelos frades franciscanos e agostinianos como parte do processo de evangelização. Entre os ex-conventos agostinianos destacam o monumental ex-Convento de Santa María Magdalena de Cuitzeo e o ex-Convento de San Miguel Arcanjo em Charo, acentuado por ser um lugar onde floresceu a atividade literária entre os frades. Entre os ex-conventos franciscanos se sobressaem o ex-Convento de Santa Ana de Tzintzuntzan e o ex-Convento de Tarecuato fundado por frade Jacobo Daciano. Além de outros conventos surgidos no século XVII e século XVIII por outras ordens religiosas assentadas principalmente em Morelia.
Em Michoacán também se encontram vestígios de patrimônio religioso perdido como as Ruínas do Santuário do Senhor dos Milagres, o qual é um templo sepultado pelo vulcão Paricutín, bem como outros recintos que foram demolidos no século XX como o antigo seminário de Zamora e o templo da Terceira Ordem de Morelia.

### Lugares arqueológicos

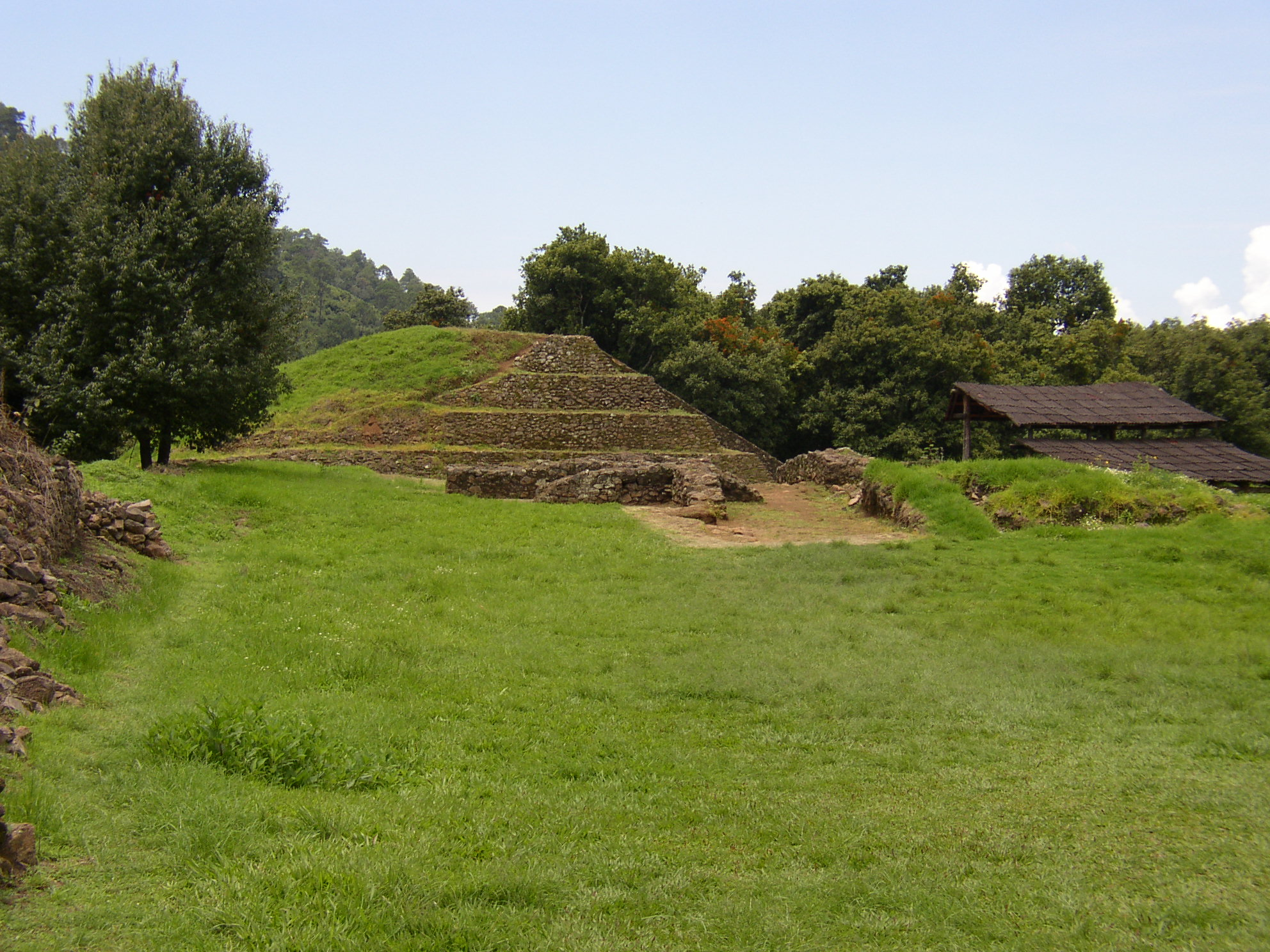
Pirâmide de Tingambato na zona arqueológica de Michoacán.

Os lugares arqueológicos de Michoacán são principalmente antigos assentamentos do povo purépecha, já que foi uma cultura originária no estado e que teve sua sede política, administrativa e religiosa na região da Meseta purépecha. Destacam as zonas arqueológicas de Tzintzuntzan e Ihuatzio na região do Lago de Pátzcuaro; Huandacareo e Três Cerritos na região do Lago de Cuitzeo; bem como San Felipe os Alzati na região de Zitácuaro entre outras. Além de diferentes lugares pertencentes a outras culturas pré-hispânicas como a zona arqueológica de Tingambato, ou a zona arqueológica O Opeño no município de Jacona de Plancarte onde se acham importantes vestígios funerários considerados até agora como as tumbas mais antigas de Mesoamérica.

## Educação

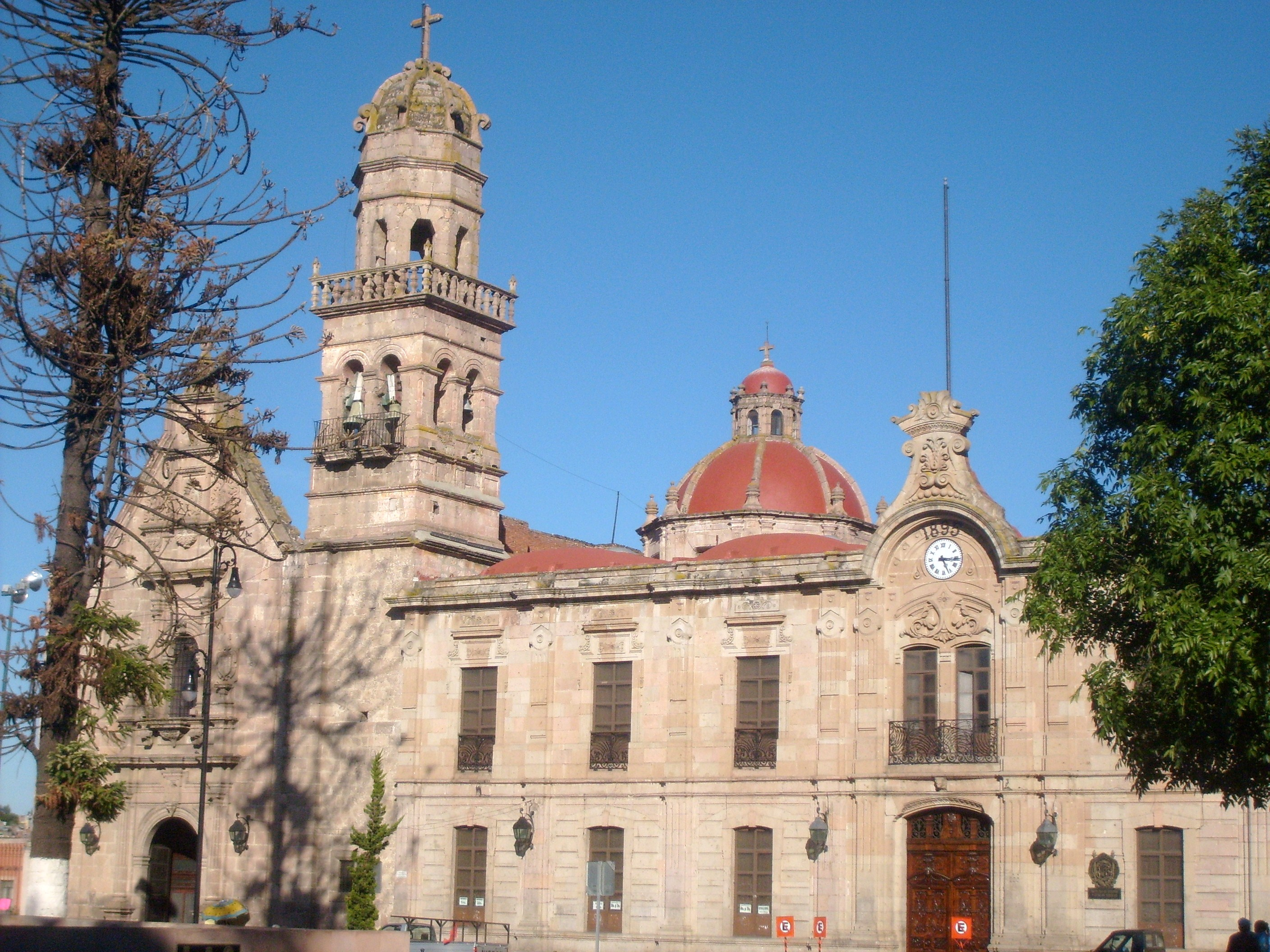
Faculdade de Direito da Universidade de Michoacán.

### Instituições de educação superior
- Públicas:
  - Universidade Michoacana de San Nicolás de Hidalgo: A máxima casa de estudos do Estado de Michoacán, cujos antecedentes históricos remontam-se ao antigo Colégio de San Nicolás Bispo, fundado em 1540 pelo primeiro bispo de Michoacán Vasco de Quiroga (também conhecido como Tata Vascão), dito Colégio tinha como finalidade formar sacerdotes para que auxiliar a Vasco de Quiroga a evangelizar o território Purépecha.
  - Instituto Tecnológico de Morelia.
- Privadas:
  - Instituto Tecnológico e de Estudos Superiores de Monterrey - Campus Morelia
  - Universidade Vasco de Quiroga.
  - Universidade Latina da América.
  - Instituições de educação cultural e artística.
  - Colégio de Michoacán: instituição de educação superior focada na investigação e docencia das ciências sociais e humanidade. Foi fundada pelo historiador Luis González y González, o 15 de janeiro de 1979.
  - Conservatório das Rosas.